# Володимир-Северин-Маріан Липинський
Липинський Володимир-Северин-Мар'ян Фабіанович (1814 — 1883 Гжатськ (нині Росія)) — український землевласник, дворянин і дід відомого українського політичного діяча, історика, публіциста і теоретика українського консерватизму В'ячеслава Липинського.

## Життєпис
Володимир Липинський закінчив Кременецький ліцей. Визнаний в дворянстві указом від 2 квітня 1857 року. Служив у Харківському уланському полку. Мешкав на Поділлі, володів селами Саражинка, Стратіївка, Лойовець, Демківка, Юзефівка, Любомирка.
Втративши внаслідок нещасливих обставин маєток, він виїхав до Гжатська Смоленської губернії, де й помер.

## Родина
Мати Юзефа Ярошинська, батько Фабіан, брати Болеслав і Вацлав-Пйотр.
Дружина — Емілія Йосипівна Бечковська герба Дрия — власниця частини с. Затурці Володимирського повіту на Волині, донька Йосифа Бечковського, підкоморія Володимирського і Теклі з роду Янишевських.